# Libnotes knighti
Libnotes knighti är en tvåvingeart som först beskrevs av Alexander 1978.  Libnotes knighti ingår i släktet Libnotes och familjen småharkrankar. Inga underarter finns listade i Catalogue of Life.